# Ranaodhip Singh Bahadur Rana
Ranaodhip Singh Bahadur Rana (रणोद्दिप सिँह बहादुर राणा - Raṇaodhipa Siṁha Bahādura Rāṇā; 3 aprile 1825 – Katmandu, 22 novembre 1885) è stato un politico nepalese, Maharaja di Lambjang e Kaski, generale e Primo ministro del Nepal dal 1877 al 1885.
Apparteneva alla potente famiglia Rana, che ha tenuto le redini del governo nepalese dal 1846 al 1951.